# Prix Descartes-Huygens
Le prix Descartes-Huygens est un prix scientifique annuel créé en 1995 par les gouvernements français et néerlandais et récompensant deux scientifiques de niveau international, un français choisi par l'Académie royale néerlandaise des arts et des sciences et un néerlandais sélectionné par l'Académie des sciences française, « pour récompenser leurs travaux et leur contribution à la coopération franco-néerlandaise ».

## Remise du prix
Ce prix, doté par la KNAW, l'ambassade de France aux Pays-Bas et le ministère français de l’Enseignement supérieur et de la Recherche, est d’un montant de 46 000 euros (23 000 € pour chaque partie). Il est destiné à financer un ou plusieurs séjours de recherche aux Pays-Bas ou en France. Il est attribué par des jurys présidés par chacune des Académies (Académie royale des sciences des Pays-Bas, Académie des sciences et Académie des sciences morales et politiques de l’Institut de France) en alternance dans les disciplines suivantes : sciences de la matière, sciences de la vie, sciences humaines et sociales. 

## Liste des lauréats néerlandais
- 2020 - Rampal Etienne (d), spécialiste d'écologie évolutive[2].
- 2018 - Katell Laveant
- 2017 - Daniel Vanmaekelbergh
- 2016 - Louis Sicking[3]
- 2015 - Willem Vos, physicien[4]
- 2014 - Caroline van Eck, historienne d'art[5]
- 2013 - Harry Heijnen
- 2011 - Ieke Moerdijk
- 2010 - Willem Frijhoff[6], historien
- 2009 - A. Wilde
- 2008 - S. J. G. Vandoren
- 2007 - W. den Boer
- 2006 - A. J. R. Heck
- 2005 - A. J. Faber
- 2004 - J. A. H. Bots
- 2002 - H. A. J. Struijker Boudier
- 2001 - Pieter Timotheus (Tim) de Zeeuw, astronome
- 2000 - T. H. M. Verbeek
- 1999 - J. H. J. Hoeijmakers
- 1998 - W. van Saarloos
- 1997 - O. Weijers
- 1996 - H. Pannekoek
- 1995 - J. T. M. Walraven

## Liste des lauréats français
- 2021 - Charles-Edouard Levillain (en), historien
- 2020 - Halima Mouhib, physicienne[2].
- 2018 - Marine Cotte
- 2017 - Manuel Bibes
- 2016 - Olivier l'Haridon, spécialiste de l'économie comportementaliste[3]
- 2015 - Ludwik Leibler, physicien[4],[7]
- 2014 - Bénédicte Fauvarque-Cosson, juriste[5]
- 2013 - Graça Raposo
- 2011 - François Hammer
- 2010 - François Héran
- 2009 - M. Humbert
- 2008 - Pierre Braunstein, chimiste
- 2007 - C. Secretan
- 2006 - H. Vaudry
- 2004 - Marie-Paule Pileni, physico-chimiste
- 2003 - H. Demirdache
- 2002 - Isabelle Olivieri, biologiste
- 2001 - Bernard Meunier, chimiste
- 2000 - V. Guiraudon
- 1999 - Ph. F. Devaux
- 1998 - Philippe Sautet, chimiste
- 1997 - Robert Muchembled, historien
- 1996 - D. Escande
- 1995 - Michel Devoret, physicien